# 德魯日巴 (普里盧基區)
德魯日巴（烏克蘭語：Дружба），是烏克蘭北部切爾尼戈夫州普里盧基區伊奇尼亚市镇内的市級鎮。處於伊奇尼亞以南5公里，在阿夫古斯季夫卡附近，始建於1940年，2001年該市級鎮人口827。